# Stenectoneura figurata
Stenectoneura figurata är en kackerlacksart som först beskrevs av Robert Walter Campbell Shelford 1907.  Stenectoneura figurata ingår i släktet Stenectoneura och familjen småkackerlackor. Inga underarter finns listade i Catalogue of Life.